# 一宮市立丹陽小学校
一宮市立丹陽小学校（いちのみやしりつ たんようしょうがっこう）は、愛知県一宮市三ツ井五丁目にある公立小学校。

## 概況
- 生徒数 - 468名[1]
- 校長 - 小河司郎[1]
- 職員数 - 32名[1]
- 学級数 - 17クラス[1]

## 沿革
- 1874年（明治7年） - 丹羽郡三ツ井村に博文学校が開設される。
- 1878年（明治11年） - 三ツ井学校に改称する。
- 1887年（明治20年） - 丹羽郡平島村に移転し、尋常小学平島学校に改称する。
- 1889年（明治22年） - 平島村、重吉村、三ツ井村、外崎村が合併し、三重島村になる。
- 1892年（明治25年） - 三重島尋常小学校に改称する。
- 1906年（明治39年） - 九日市場村、多加森村（一部）、二川村、三重島村が合併し、丹陽村になる。
- 1907年（明治40年） - 三重島尋常小学校は丹陽第一尋常小学校になる。
- 1909年（明治42年） - 高等科を設置し、丹陽第一尋常高等小学校になる。
- 1941年（昭和16年） - 丹陽国民学校に改称する。
- 1947年（昭和22年） - 丹陽村立丹陽小学校に改称する。
- 1955年（昭和30年） - 丹陽村は一宮市に編入され、一宮市立丹陽小学校に改称する。
- 1983年（昭和58年） - 現在地に新築移転する。